# Thomas Frischknecht
Pour les articles homonymes, voir Frischknecht.
Thomas Frischknecht, né le 17 février 1970 à Feldbach ou Uster,, est un coureur cycliste de VTT et de cyclocross suisse.
Il est admis au Mountain Bike Hall of Fame en 1999.

## Biographie
Il est le fils de Peter Frischknecht, vice champion du monde de cyclo-cross dans les années 1970, et le père d'Andri Frischknecht, né en 1994 et lui aussi pilote de VTT.
En 1990, il part aux États-Unis d'Amérique pour participer aux compétitions de ce nouveau sport appelé mountain bike. Il se lie alors d'amitié avec l'agent Tom Ritchey qui le sponsorise depuis cette époque.
En 1996, il termine second aux championnats du monde de VTT derrière le Français Jérôme Chiotti. Quelques années plus tard, ce dernier avoue s'être dopé à l'EPO et est déchu de son titre qui revient à Frischknecht. Toujours en 1996, il remporte la médaille d'argent aux Jeux olympiques. Lors de ces Jeux, il a également disputé la course sur route, pour laquelle il avait été sélectionné en tant que remplaçant. Un autre Suisse, Pascal Richard, y a remporté la médaille d'or.
En cyclocross, il est champion du monde amateur et vice-champion du monde en 1997 et multiple champion de Suisse.
En 2007, le journal Le Matin Bleu révèle que Thomas Frischknecht est sous le coup d'une demande d'extradition vers les États-Unis où il risque de dix à vingt ans de prison pour trafic massif de drogues. Après enquête, la presse s'aperçoit qu'il s'agit en fait d'un homonyme et que le sportif n'a rien à voir dans cette histoire.
Il devient manager de l'équipe Scott-Swisspower, et il intervient également en tant que consultant et commentateur lors des diffusions des coupes du monde de VTT pour Red Bull TV.

## Palmarès en VTT

### Jeux olympiques
- Atlanta 1996
  -  Médaillé d'argent du cross-country

### Championnats du monde

#### Cross-country
- Champion du monde en 1996 (Cairns,  Australie) (2e en 1990, 1991, 1992 et 2001 ; 3e en 2002 et 2004)

#### Marathon
- Champion du monde en 2003 (Lugano,  Suisse)
- Champion du monde en 2005 (Lillehammer,  Norvège)

### Coupe du monde
Coupe du monde de cross-country (3)
1er en 1992 (4 manches)
1er en 1993 (2 manches)
1994 (2 manches)
1er en 1995 (2 manches)
2e en 1996 (3 manches)
1997 (1 manche)
1998 (1 manche)
1999 (1 manche)
2001 (1 manche)
3e en 2002

### Championnats d'Europe
- Champion d'Europe de cross-country (1) : 1993 (3e en 1991 et 1998)

### Championnats de Suisse
- Champion de Suisse de cross-country (4) : 1994, 1996, 1997 et 1998

## Palmarès en cyclo-cross

### Championnats du monde
- Juniors (1)
  -  Champion du monde juniors en 1988 (Hagendorf,  Allemagne)
- Amateurs (1)
  -  Champion du monde amateurs en 1991 (Gieten,  Pays-Bas)

### Championnats de Suisse
- Champion de Suisse juniors (2) : 1987, 1988
- Champion de Suisse (4) : 1991, 1997, 1999, 2002

## Distinction
- Cycliste suisse de l'année : 2003

## Sources
- (en) Cet article est partiellement ou en totalité issu de l’article de Wikipédia en anglais intitulé « Thomas Frischknecht » (voir la liste des auteurs).
- « Thomas Frischknecht », sur cyclingbase.com (consulté le 3 octobre 2016)